# Loxosceles chinateca
Espèce
Loxosceles chinateca est une espèce d'araignées aranéomorphes de la famille des Sicariidae.

## Distribution
Cette espèce est endémique du Mexique. Elle se rencontre dans les grottes Cueva Desaforaciendo en Oaxaca et Cueva de Camposanto, Cueva de Sala de Agua, Cueva del Infiernillo et Cueva de los Vampiros au Veracruz.

## Description
Le mâle holotype mesure 8,5 mm et la femelle 8,5 mm.

## Publication originale
- Gertsch & Ennik, 1983 : The spider genus Loxosceles in North America, Central America, and the West Indies (Araneae, Loxoscelidae). Bulletin of the American Museum of Natural History, vol. 175, p. 264-360 (texte intégral).